# Nesillas mariae
Nesillas mariae là một loài chim trong họ Acrocephalidae.